# Nikki Reed
Nicole Houston Reed (Los Angeles, 17 de maio de 1988) é uma ex-atriz, roteirista, cantora e compositora americana. Iniciou sua carreira ao interpretar Evie Zamora no filme Thirteen (2003), o qual co-escreveu o roteiro. Reed, desde então, apareceu em vários filmes, incluindo Lords of Dogtown (2005) e Mini's First Time (2006). Ela também integrou o elenco da série de filmes da The Twilight Saga (2008–2012) como a vampira Rosalie Hale.

## Biografia
Reed nasceu na cidade de Los Angeles na Califórnia. Sua mãe, Cheryl Houston, é esteticista e seu pai, Seth Reed, um cenógrafo. Ela tem um irmão mais velho, Nathan August Reed e um meio-irmão mais novo, Joey Reed. Seus pais se divorciaram quando tinha apenas dois anos, sendo criada por sua mãe. Sua mãe possui descendência italiana e Cherokke e o seu pai é judeu. Reed cresceu sem religião, apesar de se identificar como judia.
Em 2002, aos 14 anos, saiu de casa e passou a morar sozinha. Após o sucesso de Thirteen, retornou a escola, porém saiu novamente após um ano, citando experiências envolvendo "mães que estavam andando sorrateiramente na escola na hora do almoço para confrontá-la e assediá-la sobre o filme". Recebeu aulas particulares em ensino domiciliar e acabou por receber oficialmente o seu diploma de ensino secundário.

## Carreira

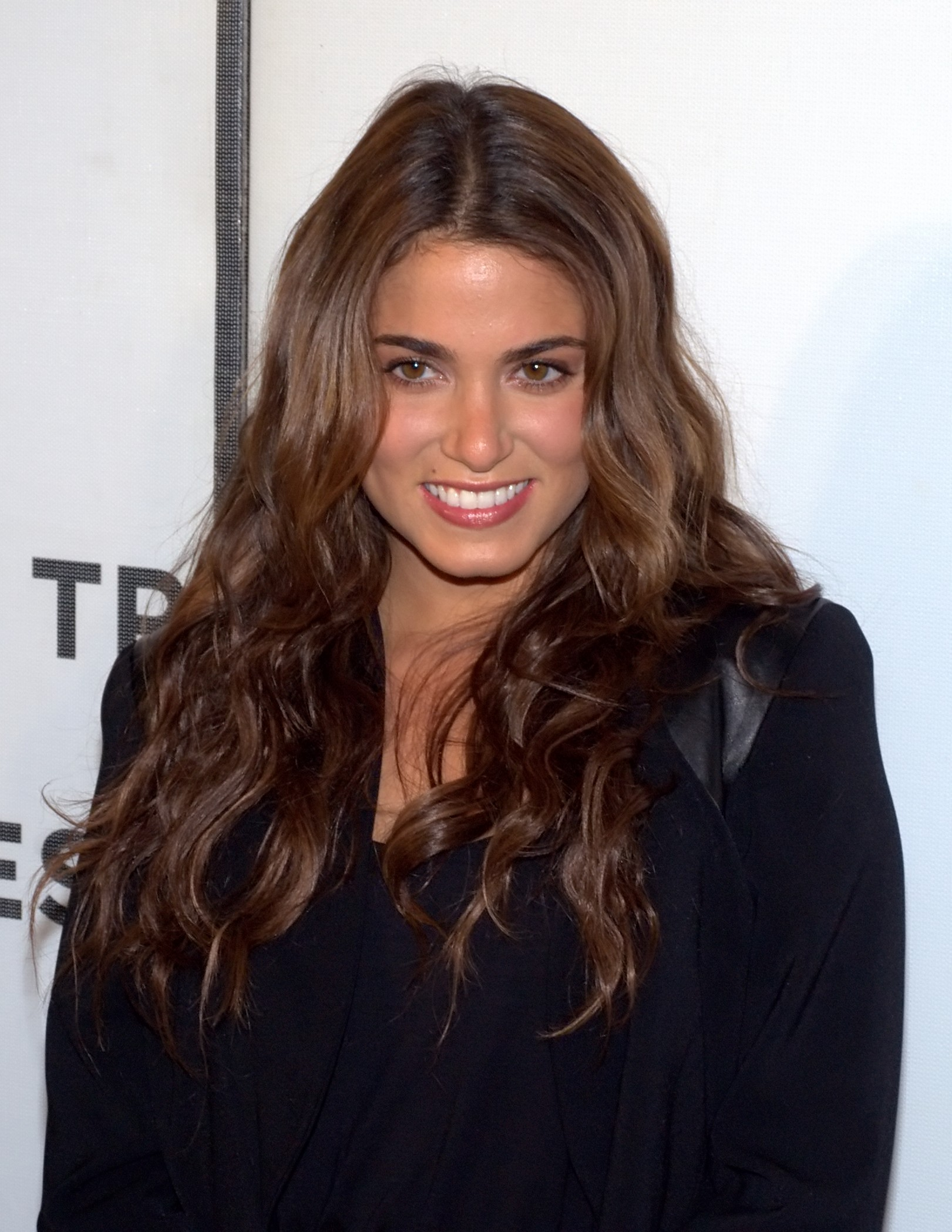
Reed em 2010.

A Catherine Hardwicke, uma amiga de sua mãe, a convidou para trabalhar em um roteiro com ela, após Reed se dizer interessada em atuar. Acabaram o roteiro para o semi-autobiográfico filme Thirteen em seis dias, tempo relativamente curto. Os produtores acabaram por pedir para Reed interpretar um papel no filme, por se tratar de uma personagem desconfortável para a maioria das atrizes novas. O filme, estrelando Evan Rachel Wood, foi lançado em 2003 e recebeu críticas positivas, dando a Reed reconhecimento em Hollywood, tanto como atriz quanto como roteirista. Recebeu convites para participar do programa, The Ellen DeGeneres Show e de premiações. Reed continuou a retratar adolescentes sexualmente precoces e promíscuas, incluindo a sua personagem em Lords of Dogtown (2007), também dirigido por Catherine Hardwicke. No início de 2006, apareceu na série The O.C., interpretando Sadie Campbell, um possível novo amor para o personagem de Ryan Atwood.
Em 2006, fez o filme Mini's First Time, que teve um lançamento limitado nos Estados Unidos. No filme, Reed interpreta uma adolescente que, através da sedução, envolve o seu padrasto, em uma trama para assassinar a sua mãe. Reed deixou claro que o seu personagem não "compreendia o peso das consequências", e que gostava de interpretar alguém que ela descreve como "grosseira". Sua personagem no filme participa de cenas de sexo explícito. Como Reed tinha 16 anos na época e, portanto, era legalmente incapaz de realizar cenas de sexo, foi filmada de costas para esconder o seu rosto.
Em 12 de fevereiro de 2008, foi anunciado que Reed interpretaria Rosalie Hale na versão cinematográfica de Crepúsculo, dirigido por Catherine Hardwicke. O filme se tornou um sucesso internacional. Em junho de 2008, Reed escreveu uma carta aos seus fãs, agradecendo-lhes por seu apoio através da polêmica que a rodeou: Reed, naturalmente uma morena, interpretando Rosalie Hale, descrita como uma loira nos livros da série.

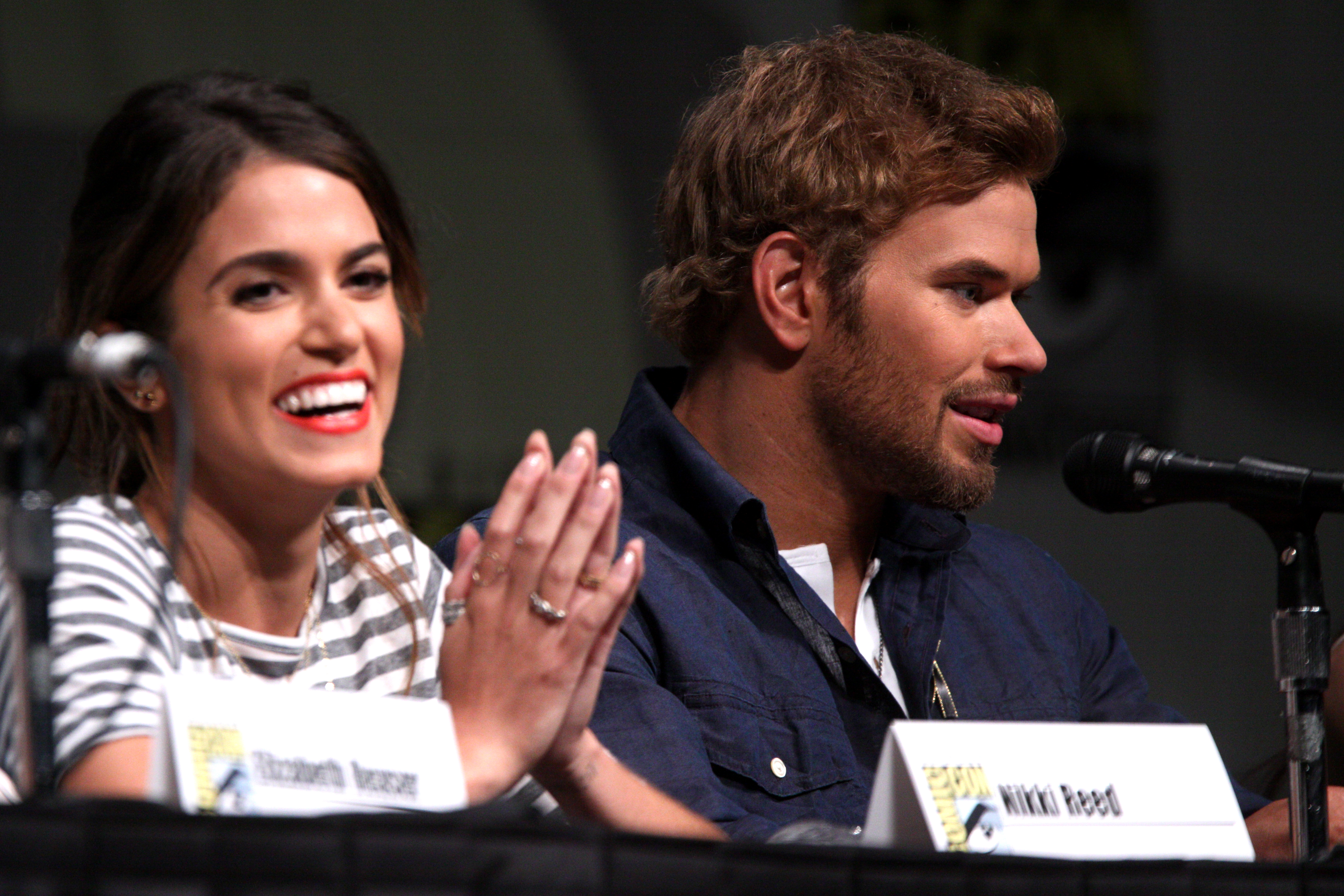
Reed ao lado de seu colega de elenco Kellan Lutz (Crepúsculo) na San Diego Comic Con em 2011.

Durante uma entrevista no rádio, Jason Mewes afirmou estar fazendo um filme chamado K-11, com Reed e Kristen Stewart, também de Crepúsculo. O filme, dirigido pela mãe de Kristen, trazia tanto Kristen quanto Reed como personagens masculinos. Mais tarde Reed disse que não fazia mais parte do projeto.
Em novembro de 2010, foi anunciado que Reed estrelará com a atriz Hayden Panettiere o filme Downers Grove, sem data prevista para produção. Participou em 2011 do filme Catch .44, junto com Bruce Willis.
Em julho de 2015 foi anunciado que Nikki se juntaria ao elenco regular da série Sleepy Hollow em sua terceira temporada, interpretando a personagem Betsy Ross.
Reed gravou a música "Now That I've Found You" com seu ex-marido, Paul McDonald. O casal lançou seu primeiro EP, The Best Part, em outubro de 2012. A canção "All I've Ever Needed" esteve na trilha sonora do filme A Saga Crepúsculo: Amanhecer - Parte 2.
Em 20 de novembro de 2014, Reed lançou no iTunes para venda a sua nova música "Fly With You".

## Vida pessoal
Em março de 2011, Reed conheceu o cantor Paul McDonald. O casal se casou em 16 de outubro de 2011. Em março de 2014, o relacionamento chegou ao fim, sendo o divórcio finalizado no início de 2015.
Em 2014, começou a namorar o ator Ian Somerhalder de The Vampire Diaries, com quem ficou noiva após seis meses de namoro e casou-se pouco tempo depois em 26 de abril de 2015, em uma pequena cerimônia discreta na cidade de Malibu na Califórnia.
Mantém uma amizade próxima com o colega de elenco do filme Crepúsculo, Jackson Rathbone, e com a também atriz Alexa Vega, que foi sua dama de honor em seu primeiro casamento. É vegetariana.
Em agosto de 2017, aos 29 anos, nasce a sua primeira filha com Ian Somerhalder, uma menina, a qual deu o nome de: Bodhi Soleil Reed Somerhalder.

## Filmografia

### Cinema
| Ano  | Título original                            | Título em português                                                                             | Papel             |
| ---- | ------------------------------------------ | ----------------------------------------------------------------------------------------------- | ----------------- |
| 2003 | Thirteen                                   | Aos Treze (Brasil) Treze - Inocência Perdida (Portugal)                                         | Evie Zamora       |
| 2005 | Man of God                                 |                                                                                                 | Zane Berg         |
| 2005 | Lords of Dogtown                           | Os Reis de Dogtown                                                                              | Kathy Alva        |
| 2005 | American Gun                               | Pesadelo Americano (Brasil/Portugal)                                                            | Tally             |
| 2006 | Mini's First Time                          | Sedutora e Diabólica (Brasil) Para Tudo Há uma Primeira Vez (Portugal)                          | Mini              |
| 2007 | Cherry Crush                               | Beleza Fatal (Brasil)                                                                           | Shay Bettencourt  |
| 2008 | Familiar Strangers                         |                                                                                                 | Allison           |
| 2008 | Twilight                                   | Crepúsculo (Brasil/Portugal)                                                                    | Rosalie Hale      |
| 2009 | Last Day of Summer                         | O Último Dia de Verão                                                                           | Stefanie          |
| 2009 | The Twilight Saga: New Moon                | A Saga Crepúsculo: Lua Nova (Brasil) A Saga Twilight: Lua Nova (Portugal)                       | Rosalie Hale      |
| 2010 | Chain Letter                               |                                                                                                 | Jessie Campbell   |
| 2010 | The Twilight Saga: Eclipse                 | A Saga Crepúsculo: Eclipse (Brasil) A Saga Twilight: Eclipse (Portugal)                         | Rosalie Hale      |
| 2010 | Catch .44                                  |                                                                                                 | Kara              |
| 2010 | Privileged                                 |                                                                                                 | Lauren Carrington |
| 2011 | The Twilight Saga: Breaking Dawn - Part I  | A Saga Crepúsculo: Amanhecer - Parte 1 (Brasil) A Saga Twilight: Amanhecer - Parte 1 (Portugal) | Rosalie Hale      |
| 2012 | The Twilight Saga: Breaking Dawn - Part II | A Saga Crepúsculo: Amanhecer - Parte 2 A Saga Twilight: Amanhecer - Parte 2 (Portugal)          | Rosalie Hale      |
| 2013 | Empire State                               | O Grande Assalto (Brasil) Empire State - O Assalto (Portugal)                                   | Lizzette          |
| 2013 | Pawn                                       | Crimes Cruzados (Brasil)                                                                        | Amanda            |
| 2013 | Enter the Dangerous Mind                   |                                                                                                 | Wendy             |
| 2014 | Intramural                                 |                                                                                                 | Meredith Downs    |
| 2014 | In Your Eyes                               |                                                                                                 | Donna             |
| 2014 | Murder of a Cat                            |                                                                                                 | Greta             |
| 2015 | About Scout                                |                                                                                                 | Georgie           |

### Televisão
| Ano  | Título        | Papel          | Notas                  |
| ---- | ------------- | -------------- | ---------------------- |
| 2006 | The O.C.      | Sadie Campbell | 6 episódios            |
| 2006 | Justice       | Molly Larusa   | 1 episódio             |
| 2007 | Reaper        | Andi           | 1 episódio             |
| 2015 | Sleepy Hollow | Betsy Ross     | Regular (3ª temporada) |

## Prêmios e indicações
| Ano  | Resultado | Premiação                                            | Indicação                                         | Título                                 |
| ---- | --------- | ---------------------------------------------------- | ------------------------------------------------- | -------------------------------------- |
| 2003 | Venceu    | Nantucket Film Festival                              | Melhor Roteiro Original                           | Thirteen                               |
| 2003 | Indicada  | Washington D.C. Area Film Critics Association Awards | Melhor Roteiro Adaptado                           | Thirteen                               |
| 2003 | Venceu    | Young Hollywood Awards                               | One to Watch - Feminina                           | Thirteen                               |
| 2004 | Venceu    | Independent Spirit Awards                            | Melhor Performance Estreante                      | Thirteen                               |
| 2004 | Indicada  | Independent Spirit Awards                            | Melhor Roteiro Iniciante                          | Thirteen                               |
| 2004 | Indicada  | Phoenix Film Critics Society Awards                  | Melhor Roteiro Original                           | Thirteen                               |
| 2004 | Indicada  | Phoenix Film Critics Society Awards                  | Melhor Performance - Atrás da Câmera              | Thirteen                               |
| 2004 | Indicada  | Prism Awards                                         | Melhor Performance Teatral em um Filme            | Thirteen                               |
| 2004 | Indicada  | Satellite Awards                                     | Melhor Performance de uma Atriz em Filme de Drama | Thirteen                               |
| 2004 | Indicada  | Satellite Awards                                     | Melhor Roteiro Original                           | Thirteen                               |
| 2006 | Venceu    | Solstice Film Festival Award                         | Melhor Atriz                                      | Mini's First Time                      |
| 2008 | Venceu    | Delray Beach Film Festival Award                     | Melhor Conjunto                                   | Familiar Strangers                     |
| 2008 | Venceu    | Method Fest Independent Film Festival Award          | Melhor Conjunto                                   | Familiar Strangers                     |
| 2009 | Indicada  | Teen Choice Awards                                   | Escolha do Rosto Novo - Feminina                  | Crepúsculo                             |
| 2009 | Indicada  | Scream Awards                                        | Melhor Conjunto                                   | Crepúsculo                             |
| 2010 | Venceu    | Young Hollywood Awards                               | Estrela na Produção                               | A Saga Crepúsculo: Lua Nova            |
| 2010 | Venceu    | Teen Choice Awards                                   | Fãs Mais Fanáticos                                | A Saga Crepúsculo: Lua Nova            |
| 2011 | Indicada  | Teen Choice Awards                                   | Escolha do Vampiro Favorito                       | A Saga Crepúsculo: Eclipse             |
| 2012 | Indicada  | Teen Choice Awards                                   | Ladrão de Cena Feminina                           | A Saga Crepúsculo: Amanhecer - Parte 2 |